# Ilex guayusa

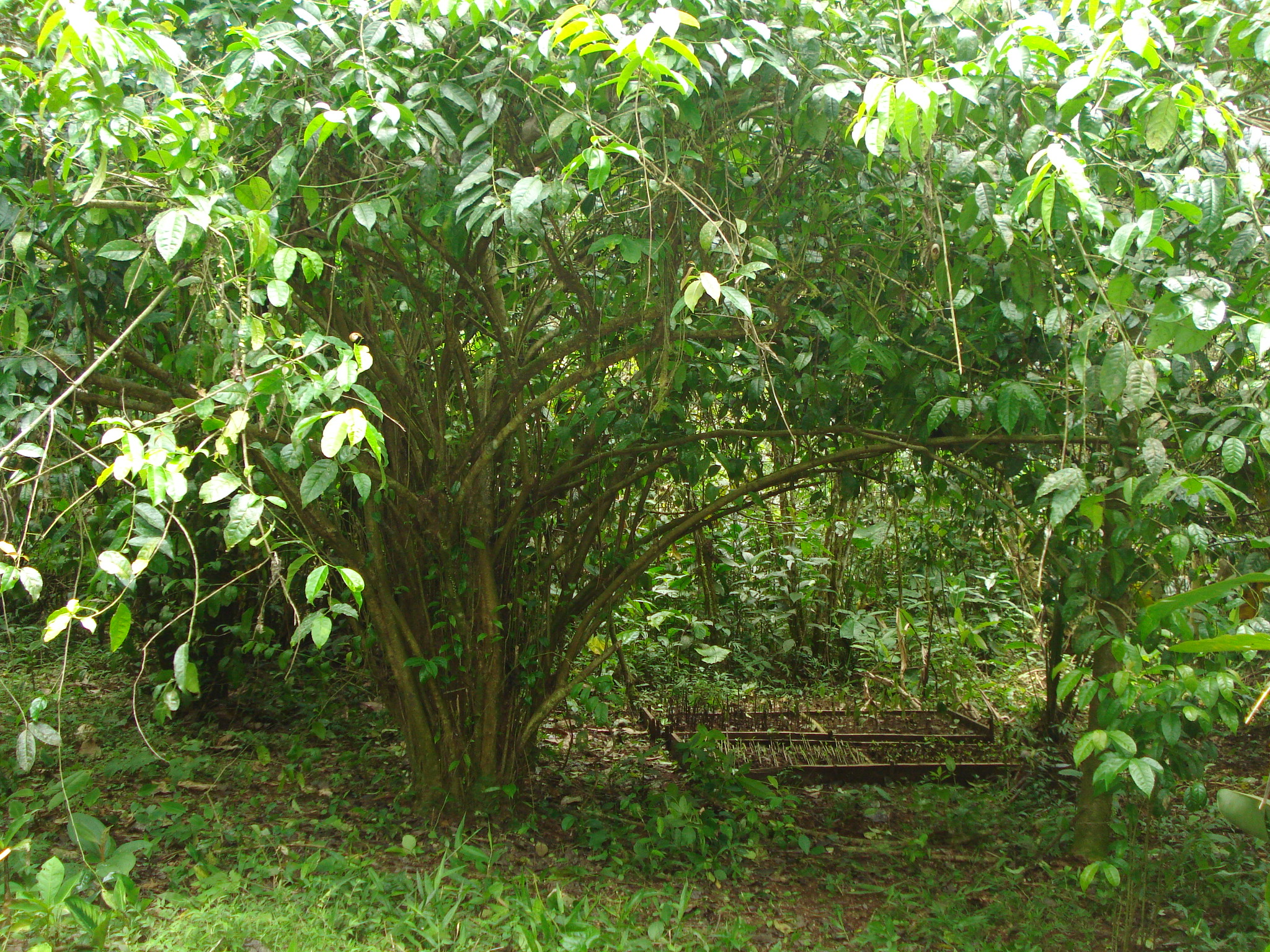
Hábito da planta.

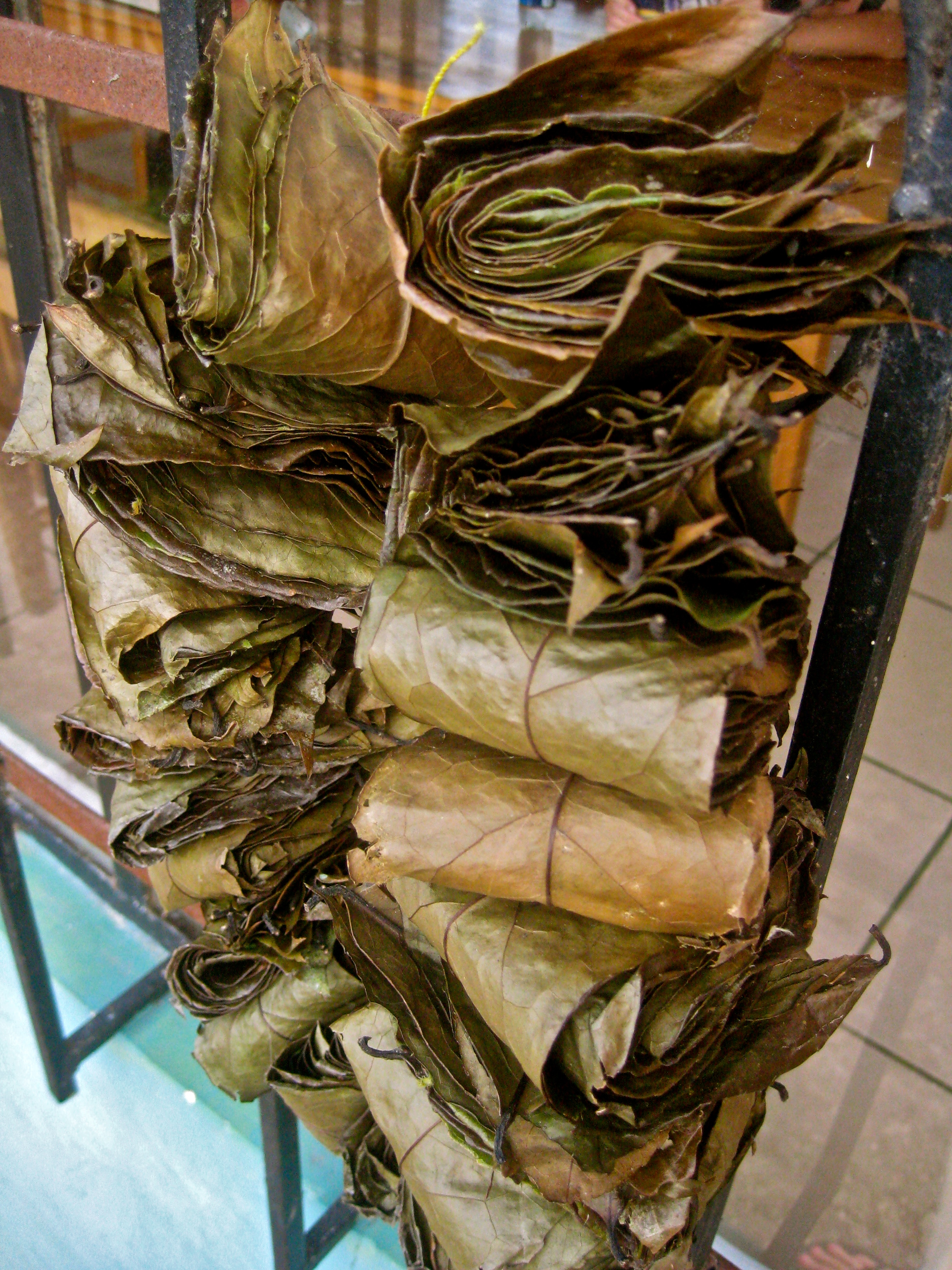
Folhas secas preparada para sua venda.

Ilex guayusa é uma planta amazónica do género do Ilex da família Aquifoliaceae.

## Distribuição e habitat
É nativa da selva da amazonia equatoriana. É um dos três acebos que contêm cafeína; as folhas da planta de guayusa secam-se e elabora-se com elas uma bebida com propriedades estimulantes.

## Descrição
A planta de guayusa é uma árvore de crescimento de 6-30 metros de altura. As folhas são de folha perenne e de 2.5–7 cm de longo. As flores são pequenas e brancas. O fruto é esférico de cor vermelha, de 6–7 mm de diâmetro. As folhas contêm cafeína e outros alcaloides.

## Composição química e propriedades
Além da cafeína contém teobromina, um estimulante que geralmente se encontra no chocolate, e L-teanina, um ácido glutámico análogo que se encontra no chá verde que tem demonstrado reduzir a fadiga física e mental, e combater o estrés. As análises químicas em 2009 e 2010 têm mostrado que o conteúdo em cafeína na guayusa é de 2,90-3,28% em peso seco. A guayusa contém todos os aminoácidos essenciais para o ser humano e tem uma alta actividade antioxidante, com uma capacidade de absorção de radicais de oxigénio de 58μM por grama, comparado com os 28-29μM por grama do chá verde comercial.

## Taxonomia
Ilex guayusa foi descrita por Ludwig Eduard Theodor Loesener e publicado em Nova Acta Academiae Caesareae Leopoldino-Carolinae Germanicae Naturae Curiosorum 78: 310. 1901.
Etimologia

ilex: nome genérico que era o nome designado em latín para uma espécie de Quercus (Quercus ilex) comumente telefonema encina, que tem um follaje similar ao acebo europeu, e ocasionalmente se confunde com ele.
guayusa: epíteto
Sinonímia
- Ilex guayusa var. utilis, Moldenke

## Usos
Tradicionalmente, em Equador consome-se uma infusão desta planta à que chamam água de guayusa por suas propriedades antioxidantes (a capacidade antioxidante reduz o envelhecimento celular). Está a estudar-se suas propriedades para diferentes usos alimentares e medicinais por suas propriedades anti-inflamatórias e antibacterianas.

## Nomes comuns
- Agracejo (Peru), citrodora[10][12]